# Kronen-Anemone
Die Kronen-Anemone (Anemone coronaria) oder Garten-Anemone ist eine Pflanzenart der Gattung Windröschen (Anemone).

## Beschreibung
Die Kronen-Anemone ist eine ausdauernde Pflanze, die Wuchshöhen von 8 bis 25 (selten bis 30) Zentimeter erreicht. Ihre Überdauerungsorgane sind knollig oder kurz walzenförmig. Die Grundblätter sind dreiteilig, ihre Abschnitte sind gestielt und zweifach geschlitzt. Die Stängelblätter sind am Grund verbreitert und unregelmäßig zerteilt. Die Blüten haben einen Durchmesser von 3 bis 8 (selten bis 10) Zentimeter. Die meist 5 bis 8 Blütenblätter sind unterseits seidenhaarig, scharlachrot, blau, violett, seltener rosa oder weiß. Die Staubbeutel sind blau oder purpurn. Blütenfarbe, Blattschnitt, Blütengröße und Phänologie sind sehr variabel.
Die Blütezeit reicht von Dezember bis Mai.
Die Chromosomenzahl beträgt 2n = 16.

## Verbreitung
Die Kronen-Anemone ist im Mittelmeerraum heimisch. Sie wächst auf Felsfluren, in Garriguen, auf Wiesen, auf Brachfeldern sowie in Weinbergen und Olivenhainen in Höhenlagen von 0 bis 700 Meter (selten bis 1200 Meter).

## Nutzung
Die Kronen-Anemone wird als Zierpflanze für Alpinhäuser, Topfkultur in kalten Kästen, Steingärten in wintermilden Gebieten sowie als Schnittblume genutzt. Die Art ist seit 1596 in Kultur. Die Kulturformen sind in Blattform, Blütengröße und Blütenfarbe sehr variabel. Es gibt zahlreiche Sorten mit einfachen Blüten (z. B. 'De Caen'-Hybriden), halbgefüllten Blüten (z. B. St. Birgit'-Hybriden) und gefüllten Blüten.

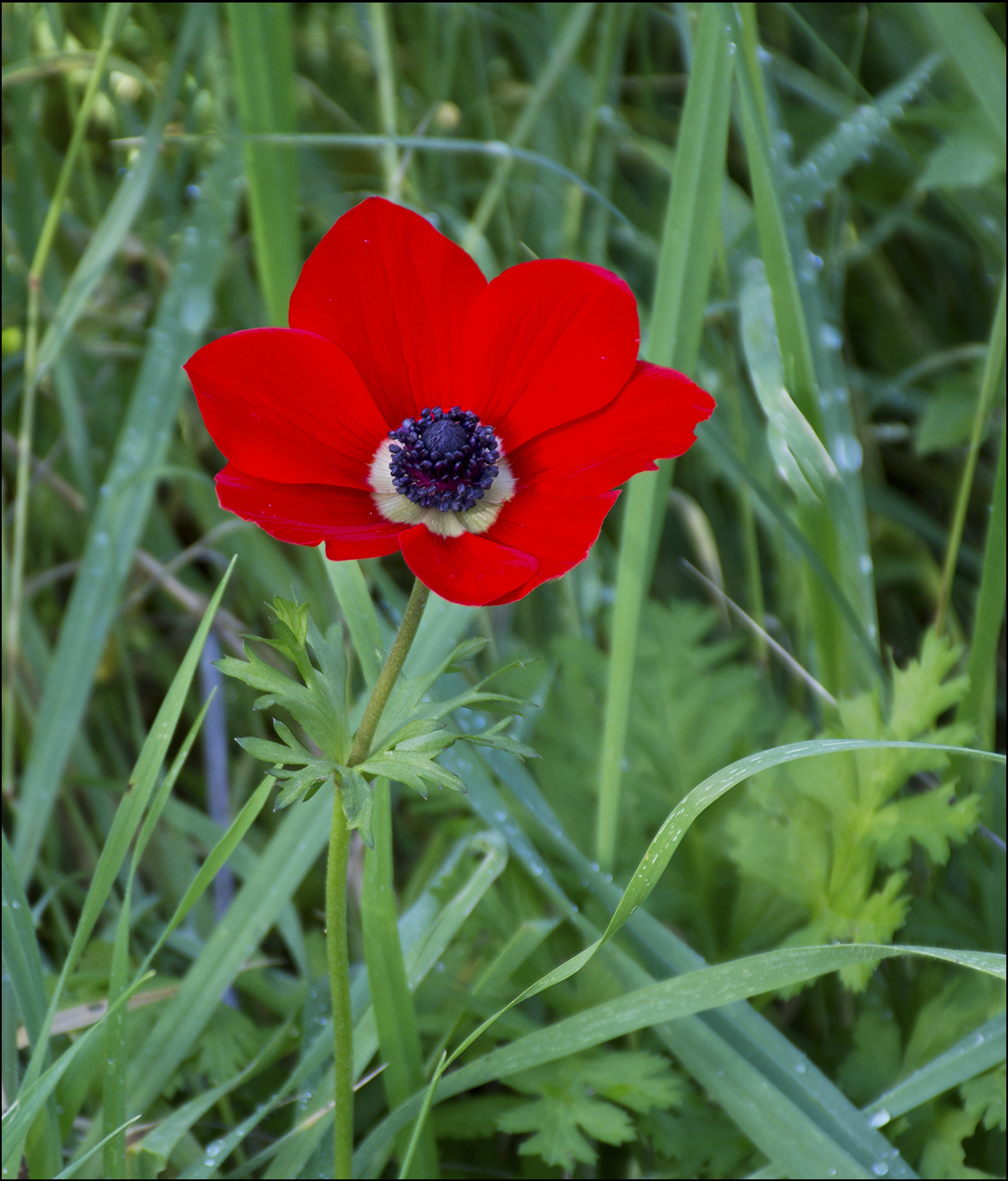
Kronen-Anemone (Anemone coronaria)
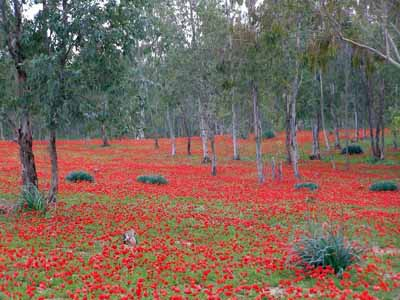
Kronen-Anemonenteppich im Frühling in Israel
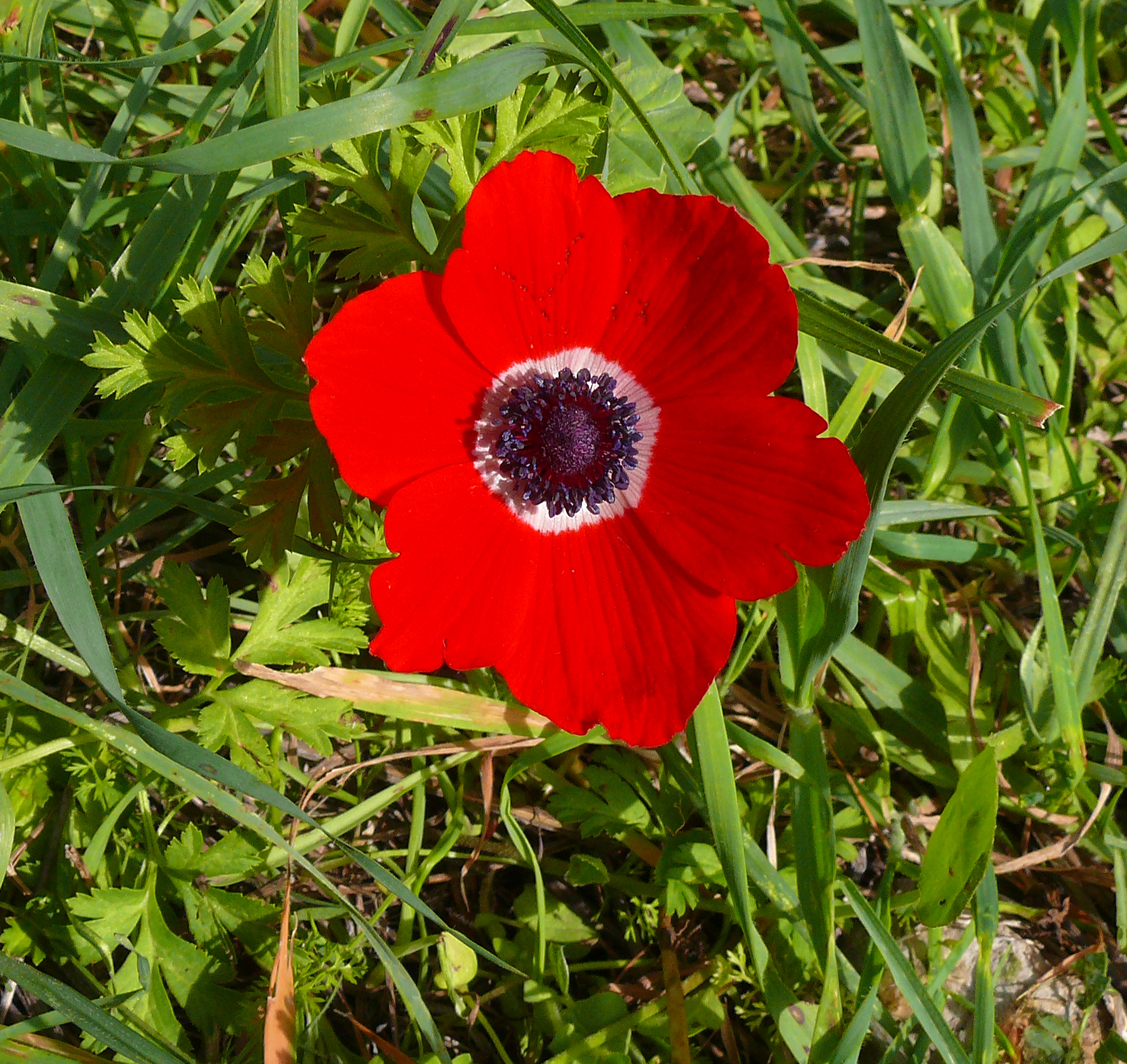
Anemone coronaria  in der Form des Davidsterns
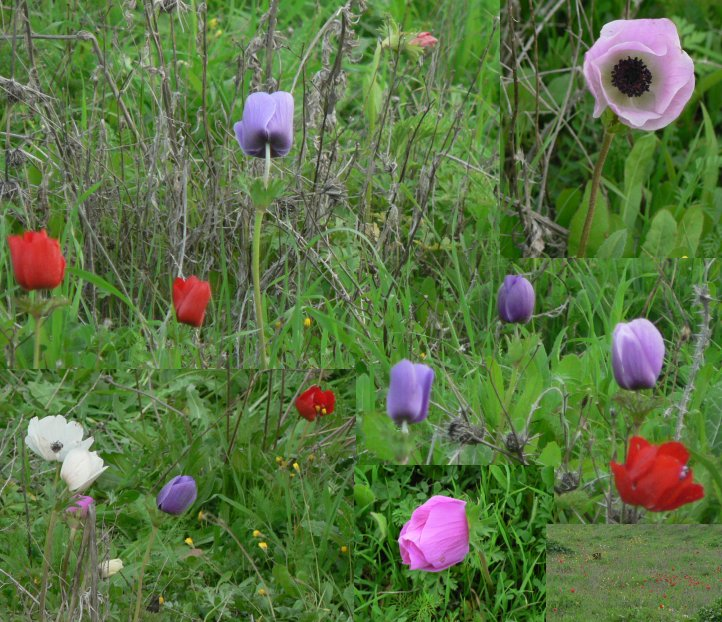
Verschiedene Blütenfarben
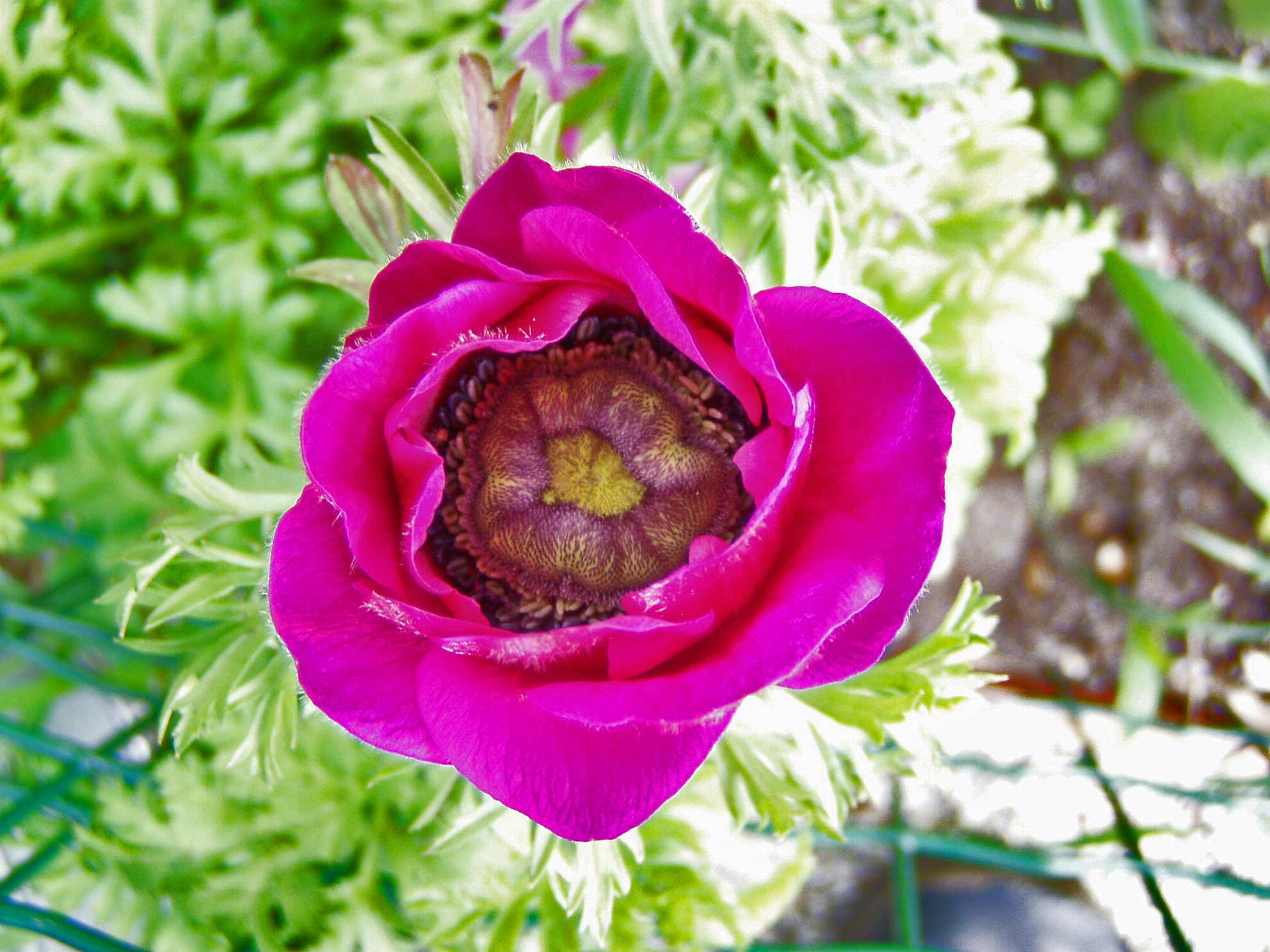
Halbgefüllte violette Blüte
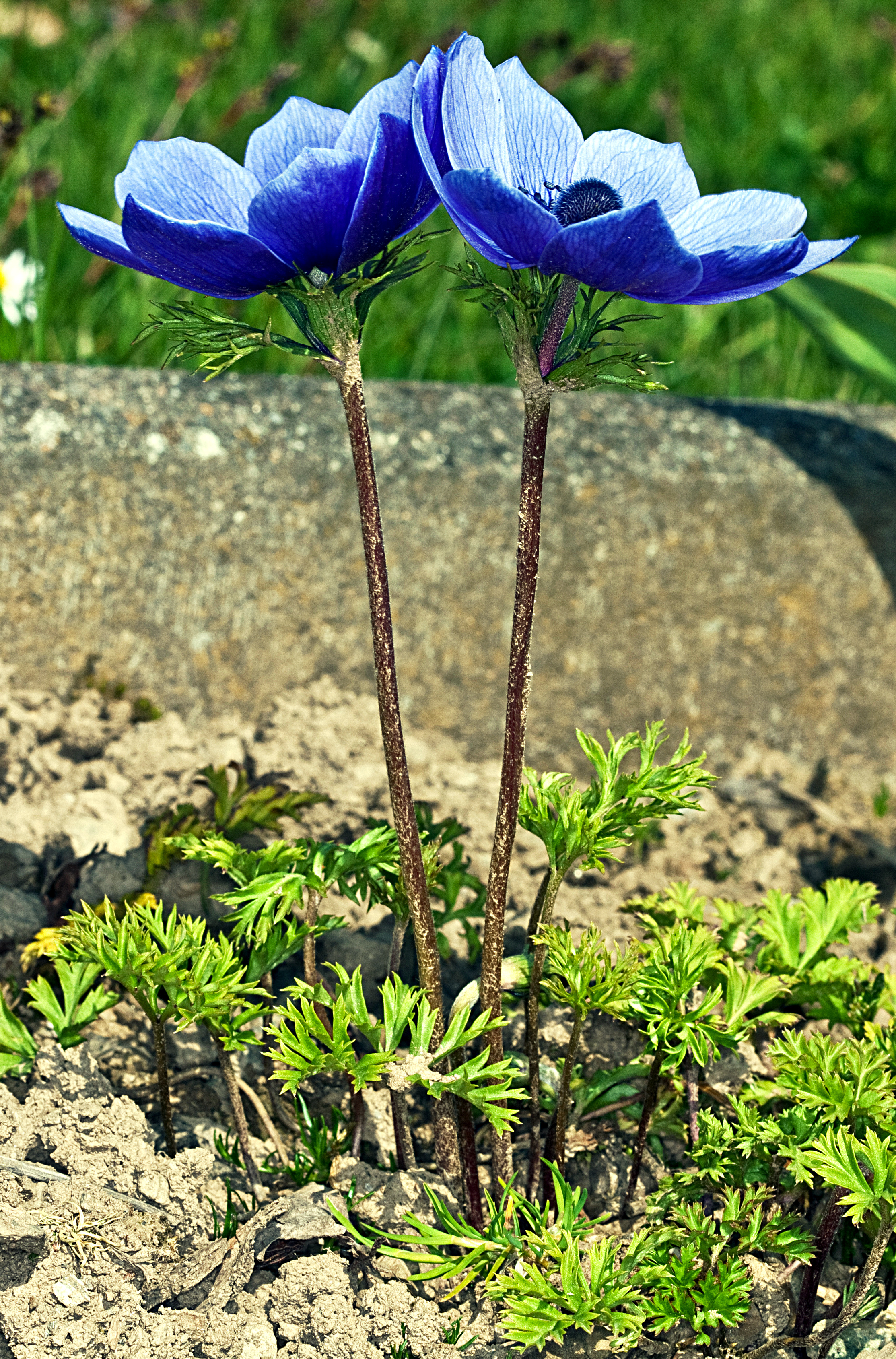
Kronen-Anemone (Anemone coronaria)
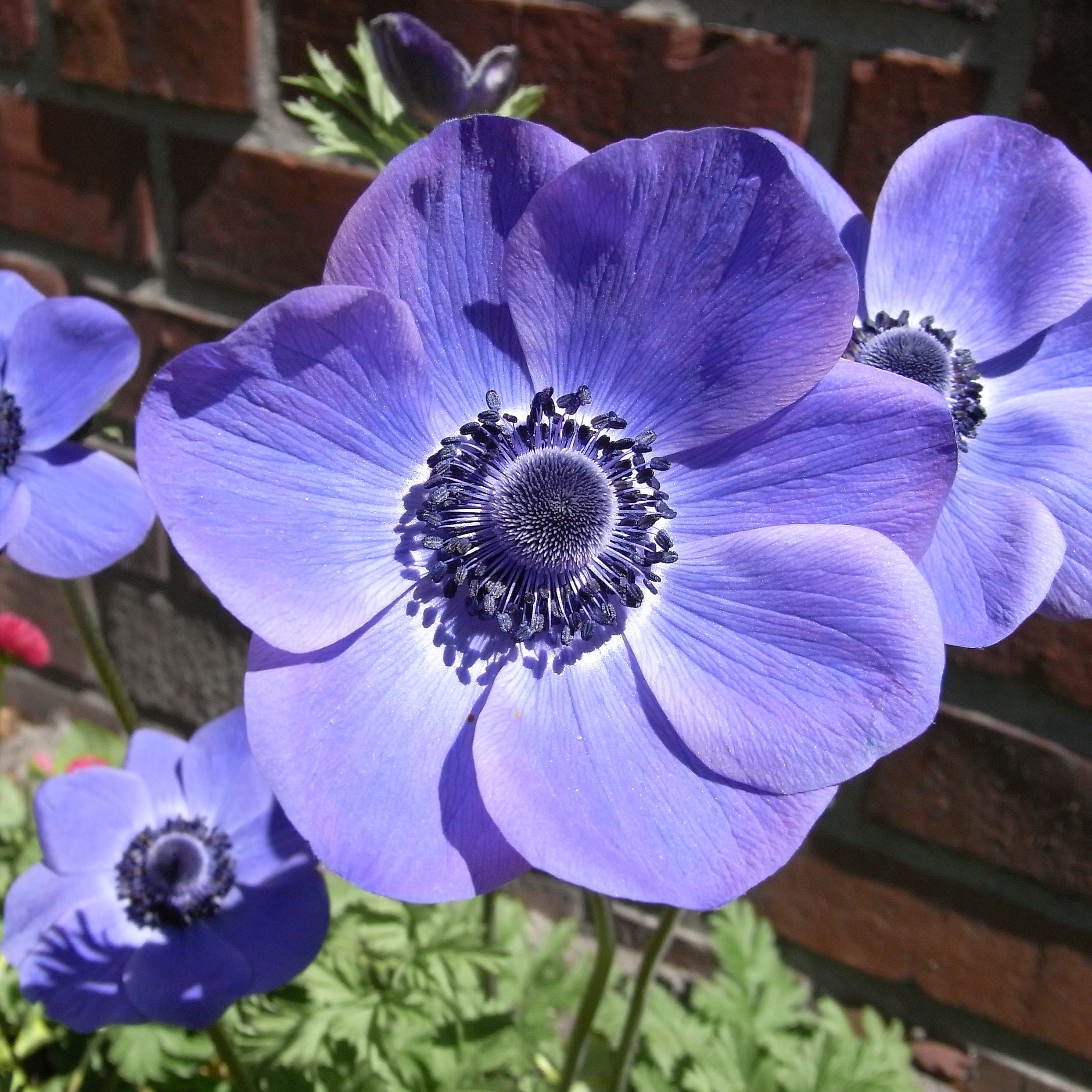
Blaue Blüte
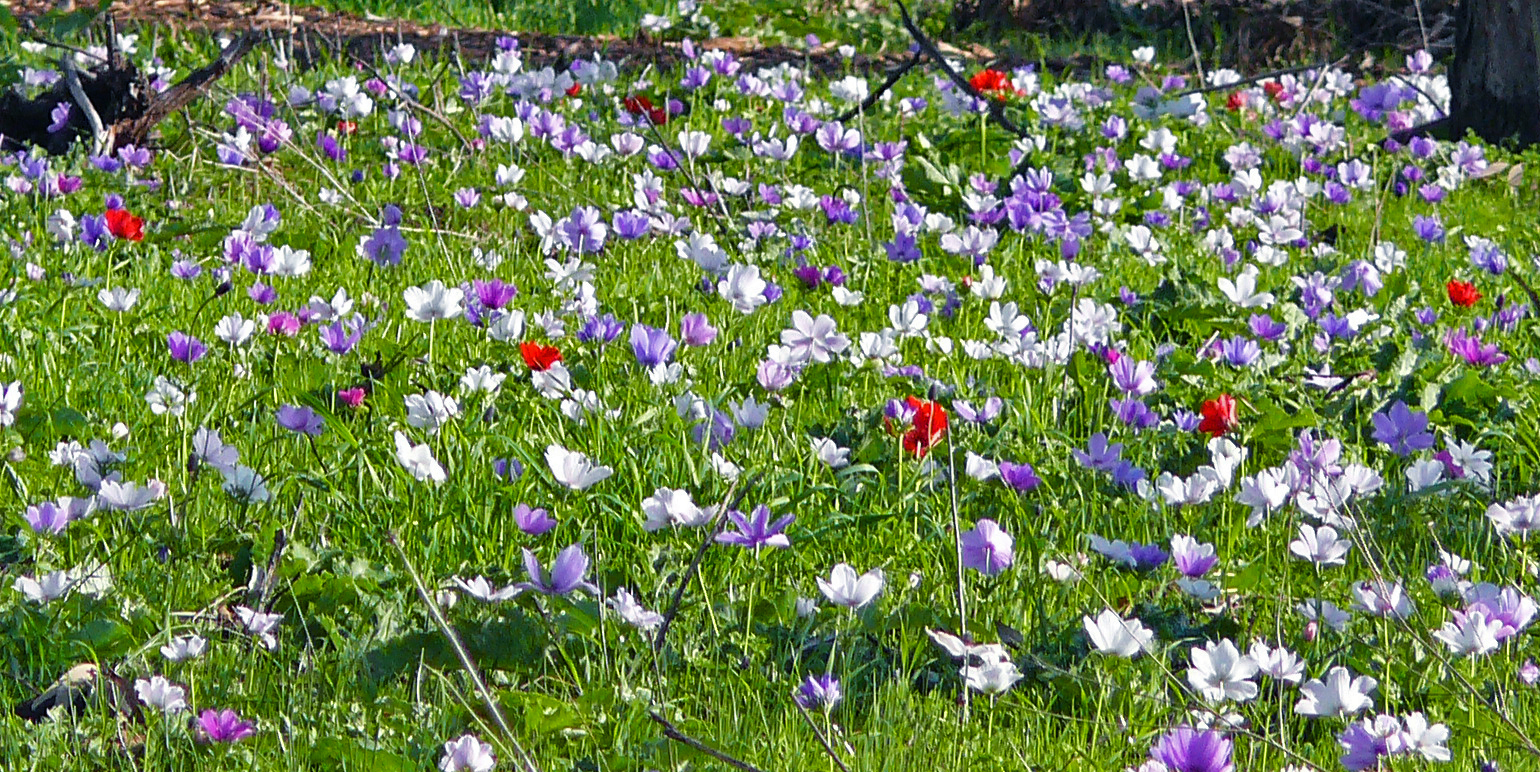
Verschiedene Blütenfarben in Megiddo, Israel
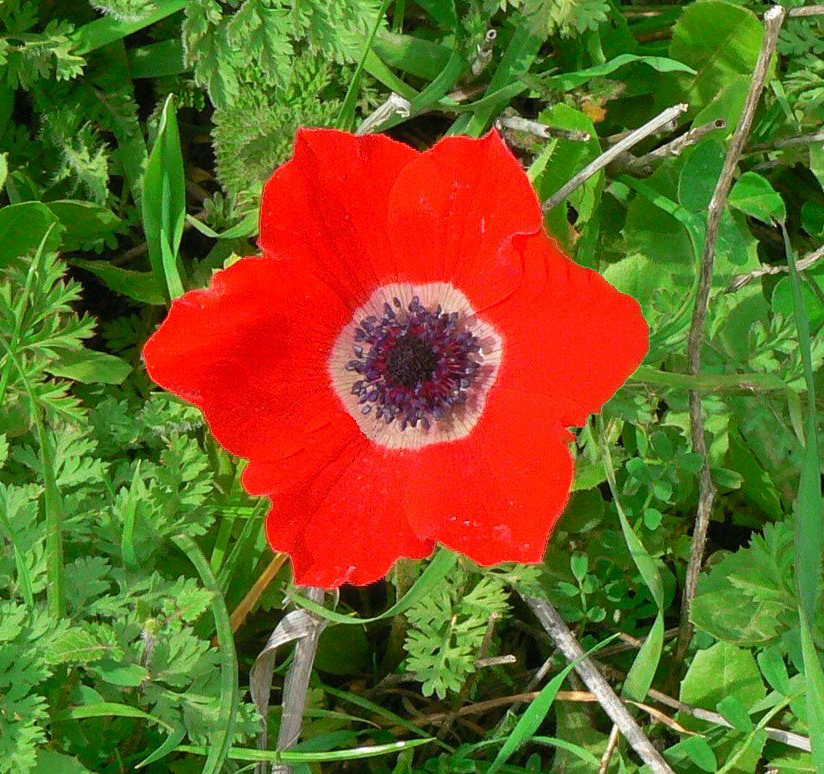
Rote Anemone coronaria mit sechs Kronblättern und einem weißen Ring
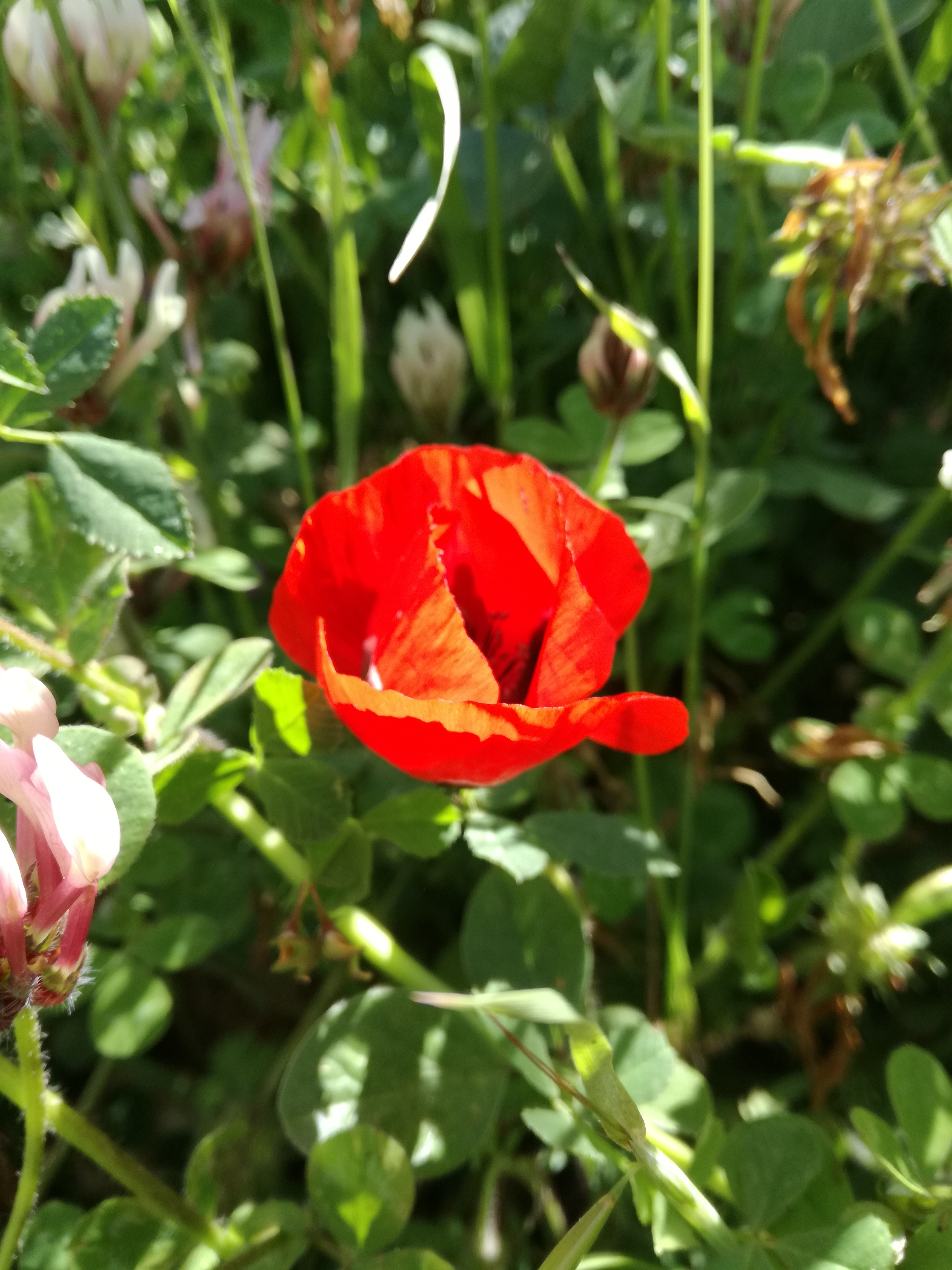